# Francesc Abel i Fabre
Francesc Abel i Fabre (Badalona, 3 de desembre de 1933 - Sant Cugat del Vallès, 31 de desembre de 2011) fou un metge, teòleg i religiós jesuïta català. Fou el fundador de l'Institut Borja de Bioètica, i pioner en introduir i fomentar la bioètica a Espanya i a Europa.

## Biografia
Fou llicenciat en Medicina i Cirurgia el 1957, especialitzat en obstetrícia i ginecologia el 1968 per la Universitat de Barcelona, llicenciat en teologia a la Facultat de Teologia de Barcelona el 1970 i en sociologia el mateix anys. Es doctorà en Medicina i Cirurgia el 1976. Era membre de la Companyia de Jesús des de 1960, on s'ordenà sacerdot el 1967. Entre 1970 i 1975 va realitzar la seva tesi doctoral sobre fisiologia fetal als Estats Units, sota la direcció del professor André Hellegers, a Kennedy Institute of Ethics. Arribat des de la Universitat de Georgetown, el 1975, organitzà el que fou, probablement, el primer seminari sobre bioètica, a la Universitat Autònoma de Barcelona, dirigit als estudiants de medicina i biologia, per parlar sobre la mort, seguits d'altres sobre la contracepció i l'avortament, on animà a trencar els tabús i interpretar la doctrina catòlica.
El 1976, Abel fundà el primer centre europeu en bioètica, l'Institut Borja de Bioètica (IBB), inspirat en el Kennedy Institute of Ethics de Washington, i fou el primer president del patronat. L'IBB fou un centre pioner en fomentar el diàleg interdisciplinari entre la ciència i la religió, formador dels primers bioeticistes catalans i espanyols, posteriorment també llatinoamericans. L'any 2000 l'IBB entrà a formar part de la Universitat Ramon Llull com a institució federada. Tot i ser jesuïta i tenir una forta vocació religiosa, sempre va defensar la construcció d'una ètica liberal i laica, perquè fos acceptada per la majoria de la població, tanmateix, això provocà en algunes ocasions xocar amb les autoritats eclesiàstiques, especialment en temes controvertits com l'avortament o l'eutanàsia, fins al punt que, en alguna ocasió, Abel hagué de viatjar a Roma per tractar la problemàtica. Per exemple, el 2005 l'Institut publicà un document sobre la despenalització de l'eutanàsia en casos extrems, però fou motiu de polèmica i rebutjat per l'Església catalana, malgrat l'IBB s'ha manifestat com un defensor de la vida, sempre que s'acompanyi de meditacions ètiques i espirituals.
Abel també fou el primer impulsor dels comitès d'ètica assistencials a Espanya, el primer d'ells a l'hospital de Sant Joan de Déu de Barcelona el 1976. A més, treballà amb tota mena d'associacions de professionals, mitjans de comunicació, i també amb les administracions públiques per promoure el discurs bioètic en la xarxa de centres sanitaris i de salut públics. El 1991 fomentà la creació del Comitè de Bioètica de Catalunya, i en fou membre dels seus inicis, així com de les subcomissions de la Conselleria de Salut de la Generalitat de Catalunya, així com de la Comisión de Bioética de la Sociedad Española de Ginecología y Obstetricia (SEGO) i del Patronat de la Fundació Víctor Grífols i Lucas. A nivell internacional, va ser cofundador i membre del Medicus Mundi (1962), del International Study Group of Bioethics (1980-1994) i de la European Association of Centres of Medical Ethics (1985).
Des de 1976 també tingué una dilatada carrera acadèmica i docent. Fou professor de teologia moral a la Facultat de Teologia de Barcelona entre 1976 i 1984, professor convidat a la Universitat Gregoriana de Roma entre 1982 i 1989, i professor de diversos cursos de bioètica a nivell nacional i internacional, i coordinador del Màster en Bioètica de l'Institut Borja de Bioètica. També formà part del Consell Assessor de les revistes Labor Hospitalaria des de 1984; de The Journal of Medicine & Philosophy des de 1988; Catholic Studies Series des de 1991; Revista Latinoaméricana de Bioética des de 2002 i de Bioètica & Debat.
Per la seva destacada carrera en la bioètica, el 1999 la Reial Acadèmia de Medicina de Catalunya reconegué la seva feina en aquest àmbit i el feu Acadèmic de Número, fins llavors només atorgat a metges clínics i investigadors científics. El 2006, el govern de la Generalitat de Catalunya li atorgà la seva màxima distinció, la Creu de Sant Jordi.
Abans de la seva mort, el 31 de desembre de 2011, Francesc Abel vivia retirat en un centre de rehabilitació de l'orde dels jesuïtes.

## Obres
- El diálogo bioético en la perspectiva del tercer milenio. Sant Cugat del Vallès, 1999.
- Bioética: orígenes, presente y futuro. Madrid: Institut Borja de Bioètica i Fundació Maprfre Medicina, 2001.